# Rdzowce

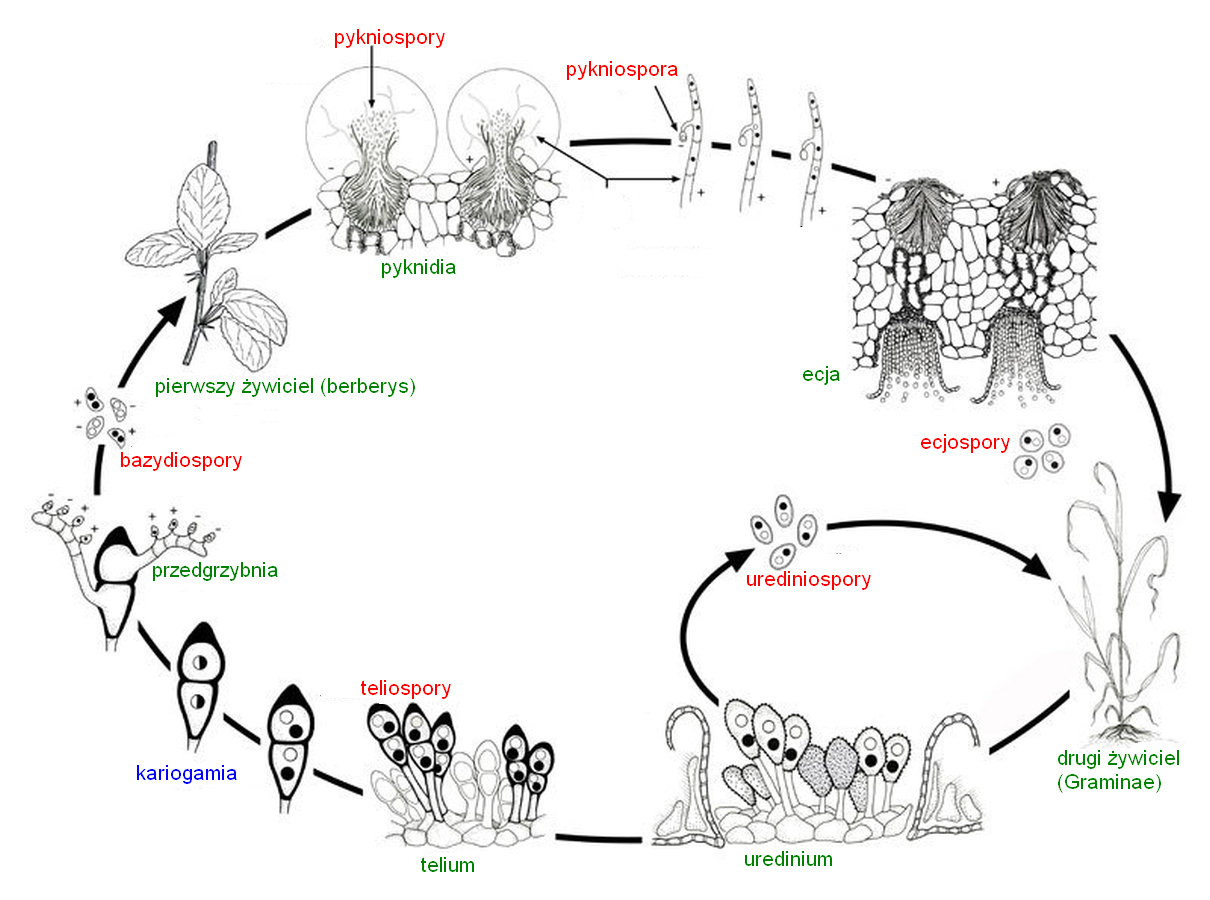
Heteromakrocykliczny cykl życiowy rdzy zbożowej

Rdzowce (Pucciniales Clem. & Shear) – rząd grzybów należący do klasy rdzy (Pucciniomycetes).

## Cykle życiowe
Cykl życiowy rdzowców może przebiegać na jednym żywicielu (pasożyty jednodomowe), lub na dwóch gatunkach żywicieli (pasożyty dwudomowe). Mogą wytwarzać następujące rodzaje zarodników: bezpłciowe spermacja (oznaczane jako 0), ecjospory (I), urediniospory (II), teliospory (III), oraz płciowe bazydiospory (IV). Niektóre gatunki wytwarzają wszystkie rodzaje zarodników (rdze pełnocykliczne), u niektórych cykl życiowy jest uproszczony, brak niektórych rodzajów zarodników (rdze niepełnocykliczne). W zależności od tych dwóch cech Cummins i Hiratsuka wyróżnili następujące typy cyklów życiowych rdzowców:
- heteromakrocykliczny – rdzowce dwudomowe i pełnocyklowe (0, I. II, III, IV), jak np. u Puccinia graminis,
- automakrocykliczny – rdzowce jednodomowe i pełnocyklowe, jak np. u Phragmidium mucronatum,
- heterodemicykliczne – rdzowce dwudomowe i niepełnocyklowe (0, I-III), jak np. u Gymnosporangium,
- autodemicykliczne – rdzowce jednodomowe i niepełnocyklowe (0, I, III), jak np. u Uromyces minor,
- mikrocykliczne – rdzowce jednodomowe, tworzące tylko teliospory (III), jak np. u Puccinia malvacearum,
- endocykliczne – rdzowce jednodomowe, tworzące spermacja i ecjospory (0, I), które pełnią rolę teliospor, jak np. u Endophyllum sempervivi[2].

## Systematyka
Pozycja w klasyfikacji według Index Fungorum
Pucciniales, Incertae sedis, Pucciniomycetes, Pucciniomycotina, Basidiomycota, Fungi.
Rodzaje
Według aktualizowanej klasyfikacji Index Fungorum bazującej na Dictionary of the Fungi do rzędu Pucciniales należą następujące rodziny oraz rodzaje incertae sedis:
- Araucariomycetaceae Aime & McTaggart 2020
- Chaconiaceae Cummins & Y. Hirats. 1983
- Coleosporiaceae Dietel 1900 – pęcherzycowate
- Cronartiaceae Dietel 1900
- Crossopsoraceae Aime & McTaggart 2020
- Endoraeciaceae P. Zhao & L. Cai 2021
- Gymnosporangiaceae Chevall. 1826
- Melampsoraceae Dietel 1897 – melampsorowate
- Mikronegeriaceae Cummins & Y. Hirats. 1983
- Milesinaceae Aime & McTaggart 2020
- Neophysopellaceae P. Zhao & L. Cai 2021
- Nothopucciniastraceae P. Zhao & L. Cai 2022
- Ochropsoraceae Aime & McTaggart 2020
- Phakopsoraceae Cummins & Hirats. f. 1983
- Phragmidiaceae Corda 1837
- Pileolariaceae Cummins & Y. Hirats. 1983
- Pucciniaceae Chevall. 1826 – rdzowate
- Pucciniastraceae Gäum. ex Leppik 1972 – rdzakowate
- Pucciniosiraceae Cummins & Y. Hirats. 1983
- Raveneliaceae Leppik 1972
- Rogerpetersoniaceae Aime & McTaggart 2020
- Skierkaceae Aime & McTaggart 2020
- Sphaerophragmiaceae Cummins & Y. Hirats. 1983
- Tranzscheliaceae Aime & McTaggart 2020
- Uncolaceae Buriticá 2000
- Uromycladiaceae P. Zhao & L. Cai 2021
- Uropyxidaceae Cummins & Y. Hirats. 1983
- rodzaje incertae sedis[3].